# 연제근
연제근(延濟根, 1930년 1월 14일 ~ 1950년 9월 17일)은 대한민국의 군인이다. 충청북도 증평군 도안면 노암리에서 태어나 도안초등학교를 졸업했으며 1948년 국방경비대에 자원입대하여 청주의 대한민국 제7보병사단에서 훈련을 받았다. 1949년 대한민국 제3보병사단 제22연대 1대대 1중대 소속으로 지리산 공비 토벌작전에 참전하여 9명을 생포하는 전공을 세웠다. 이후 1950년 3 사단 22연대 1대대의 분대장으로 경상북도 형산강 방어 전투에 참가하였으며, 그해 9월, 포항 반격 전투중 형산강 도하 작전에서 전사하였다. 대한민국은 2계급 특진과 을지무공훈장, 화랑무공훈장, 무공포장을 추서했다.

## 기타
- 문서 기록에 괴산군 도안 출신으로 되어있으나, 2003년부터 도안면이 증평군으로 행정구역상 편입되었다.[6]
- 2003년 전쟁기념관은 1월, “이달의 호국인물”로 연제근을 선정했다.[7]
- 2012년 국가보훈처는 8월, “이달의 6.25전쟁영웅”으로 연제근을 선정했다.[8]